# The Resident
The Resident es una serie de televisión estadounidense de drama médico creada por Amy Holden Jones, Hayley Schore y Roshan Sethi. Se estrenó el 21 de enero de 2018 en FOX. La serie se centra en las vidas y los deberes de los miembros del personal en el Chastain Park Memorial Hospital, mientras se profundiza en las prácticas burocráticas de la industria hospitalaria. En mayo de 2022, la serie fue renovada por una sexta temporada, que se estrenó el 20 de septiembre de 2022. En abril de 2023, la serie fue cancelada tras seis temporadas.

## Elenco y personajes
| Matt Czuchry            | Conrad Hawkins, M.D.  | Principal  | Principal         | Principal         | Principal  | Principal         | Principal  |            |  |
| Emily VanCamp           | Nicolette «Nic» Nevin | Principal  | Principal         | Principal         | Principal  | Estrella Invitada |            |            |  |
| Manish Dayal            | Devon Pravesh         | Principal  | Principal         | Principal         | Principal  | Principal         | Principal  |            |  |
| Shaunette Renée Wilson  | Mina Okafor           | Principal  | Principal         | Principal         | Principal  |                   |            |            |  |
| Bruce Greenwood         | Randolph Bell         | Principal  | Principal         | Principal         | Principal  | Principal         | Principal  |            |  |
| Merrin Dungey           | Claire Thorpe         | Principal  |                   |                   |            |                   |            |            |  |
| Melina Kanakaredes      | Lane Hunter           | Principal  | Estrella Invitada |                   |            |                   |            |            |  |
| Malcolm-Jamal Warner    | AJ «Ave rapaz» Austin | Recurrente | Principal         | Principal         | Principal  | Principal         | Principal  |            |  |
| Glenn Morshower         | Marshall Winthrop     | Recurrente | Principal         | Recurrente        | Recurrente | Recurrente        | Recurrente |            |  |
| Jane Leeves             | Kitt Voss             |            | Principal         | Principal         | Principal  | Principal         | Principal  |            |  |
| Morris Chestnut         | Barrett Cain          |            |                   | Principal         | Principal  |                   |            |            |  |
| Jessica Lucas           | Billie Sutton         |            |                   |                   | Principal  | Principal         | Principal  |            |  |
| Anuja Joshi             | Leela Devi            |            |                   |                   |            | Principal         | Principal  |            |  |
| Kaley Ronayne           | Cade Sullivan         |            |                   |                   |            | Recurrente        | Principal  |            |  |
| Andrew McCarthy         | Ian Sullivan          |            |                   |                   |            | Estrella Invitada | Principal  |            |  |
| Elenco Recurrente       |                       |            |                   |                   |            |                   |            |            |  |
| Catherine Dyer          | Alexis Stevens        | Recurrente |                   |                   |            |                   |            |            |  |
| Denitra Isler           | Ellen Hundley         | Recurrente | Recurrente        | Recurrente        | Recurrente | Recurrente        | Recurrente |            |  |
| Jessica Miesel          | Jessica Moore         | Recurrente | Recurrente        | Recurrente        | Recurrente | Recurrente        | Recurrente |            |  |
| Michael Hogan           | Albert Nolan          | Recurrente | Recurrente        | Recurrente        | Recurrente | Recurrente        | Recurrente |            |  |
| Tasso Feldman           | Irving Feldman        | Recurrente | Recurrente        | Recurrente        | Recurrente | Recurrente        | Recurrente |            |  |
| Vince Foster            | Paul Chu              | Recurrente | Recurrente        | Recurrente        | Recurrente | Recurrente        | Recurrente |            |  |
| Jenna Dewan             | Julian Booth          | Recurrente | Recurrente        |                   |            |                   |            |            |  |
| Julianna Guill          | Jessie Nevin          | Recurrente | Recurrente        | Estrella Invitada |            |                   |            |            |  |
| Patrick R. Walker       | Micah Stevens         | Recurrente | Recurrente        |                   |            |                   |            |            |  |
| Steven Reddington       | Bradley Jenkins       | Recurrente | Recurrente        |                   |            |                   |            |            |  |
| Tasie Lawrence          | Priya Nair            | Recurrente | Recurrente        |                   |            |                   |            |            |  |
| Violett Beane           | Lily Kendall          | Recurrente |                   |                   |            |                   |            |            |  |
| Jocko Sims              | Ben Wilmot            | Recurrente |                   |                   |            |                   |            |            |  |
| Moran Atias             | Renata Morali         | Recurrente |                   |                   |            |                   |            |            |  |
| Warren Christie         | Jude Silva            | Recurrente |                   |                   |            |                   |            |            |  |
| Corbin Bernsen          | Kyle Nevin            |            | Recurrente        | Recurrente        | Recurrente | Recurrente        | Recurrente |            |  |
| Radek Lord              | Grayson Betournay     |            | Recurrente        | Recurrente        |            |                   |            |            |  |
| Christopher B. Duncan   | Brett Slater          |            | Recurrente        |                   |            |                   |            |            |  |
| Daniella Alonso         | Zoey Barnett          |            | Recurrente        |                   |            |                   |            |            |  |
| Evan Whitten            | Henry Barnett         |            | Recurrente        |                   |            |                   |            |            |  |
| Michael Weston          | Gordon Page           |            | Recurrente        |                   |            |                   |            |            |  |
| Mike Pniewski           | Abe Benedict          |            | Recurrente        |                   |            |                   |            |            |  |
| Miles Gaston Villanueva | Alec Shaw             |            | Recurrente        |                   |            |                   |            |            |  |
| Rob Yang                | Logan Kim             |            |                   | Recurrente        | Recurrente |                   |            |            |  |
| Adriane Lenox           | Bonnie Broome         |            |                   | Recurrente        |            |                   |            |            |  |
| David Alan Grier        | Lamar Broome          |            |                   | Recurrente        |            |                   |            |            |  |
| Denise Dowse            | Carol Austin          |            |                   | Recurrente        |            |                   |            |            |  |
| Erinn Westbrook         | Adaku Eze             |            | Estrella Invitada | Recurrente        |            |                   |            |            |  |
| Geoffrey Cantor         | Zip Betournay         |            |                   | Recurrente        |            |                   |            |            |  |
| Kearran Giovanni        | Andrea Braydon        |            |                   | Recurrente        |            |                   |            |            |  |
| Matt Battaglia          | Bill Landry           |            |                   | Recurrente        |            |                   |            |            |  |
| Michael Paul Chan       | Yee Austin            |            |                   | Recurrente        | Recurrente |                   |            |            |  |
| Shazi Raja              | Nadine Suheimat       |            |                   | Recurrente        | Recurrente | Recurrente        |            |            |  |
| Conrad Ricamora         | Dr. Jake Wong         |            |                   |                   | Recurrente | Recurrente        | Recurrente | Recurrente |  |
| Stephen Wallem          | Winston Robards       |            |                   |                   |            | Recurrente        |            |            |  |

## Episodios
| Temporada | Temporada | Episodios | Episodios | Emisión original         | Emisión original    |
| Temporada | Temporada | Episodios | Episodios | Primera emisión          | Última emisión      |
| --------- | --------- | --------- | --------- | ------------------------ | ------------------- |
|           | 1         | 14        | 14        | 21 de enero de 2018      | 14 de mayo de 2018  |
|           | 2         | 23        | 23        | 24 de septiembre de 2018 | 6 de mayo de 2019   |
|           | 3         | 20        | 20        | 24 de septiembre de 2019 | 7 de abril de 2020  |
|           | 4         | 14        | 14        | 12 de enero de 2021      | 18 de mayo de 2021  |
|           | 5         | 23        | 23        | 21 de septiembre de 2021 | 17 de mayo de 2022  |
|           | 6         | 13        | 13        | 20 de septiembre de 2022 | 17 de enero de 2023 |

## Producción

### Desarrollo
En agosto de 2016, se anuncia que Showtime desarrollaría una serie de drama médico oscuro titulada The City basada en una idea de Antoine Fuqua y, escrita y creada por Amy Holden Jones, Hayley Schore y Roshan Sethi. El 30 de enero de 2017, se informa que FOX compró la serie y ordena el piloto con su título actual, con Phillip Noyce dirigiendo el episodio piloto y también se desempeñará como productor ejecutivo.
El 10 de mayo de 2017, se informa que Fox aceptó el piloto y dio luz verde para que se desarrollará la serie. El 21 de noviembre de 2017, FOX fijó su estreno para el 21 de enero de 2018 con el primer episodio emitiéndose ese día y el segundo episodio un día después.
El 7 de mayo de 2018, FOX renovó la serie para una segunda temporada, que se estrenó el 24 de septiembre de 2018. El 25 de marzo de 2019, Fox renovó la serie para una tercera temporada, que se estrenará el 24 de septiembre de 2019. La cuarta temporada se estrenó el 12 de enero de 2021. El 17 de mayo de 2021, Fox renovó la serie para una quinta temporada. El 16 de mayo de 2022, Fox renovó la serie por una sexta temporada, que se estrenó el 20 de septiembre de 2022. El 6 de abril de 2023, Fox canceló la serie tras seis temporadas.

### Casting
En febrero de 2017, los primeros en unirse al elenco principal fueron Manish Dayal y Bruce Greenwood para los papeles de Devon Pravesh y Soloman Bell, respectivamente, seguido a los pocos días por Matt Czuchry como Conrad Hawkins. El 7 de marzo de 2018, se reporta que Shaunette Renée Wilson se une a la serie para formar parte del elenco principal interpretando a la Dra. Mina Okafor.
El 16 de marzo de 2017, se anunció que Emily VanCamp se unía a al elenco principal como la enfermera Nicolette "Nic" Nevin. Días después, se anuncia que Valerie Cruz se une al elenco principal como Renata López, la directora ejecutiva del hospital.
El 7 de septiembre de 2017, se anunció que Violett Beane se unirá a la serie en un papel recurrente interpretando a Lily, una paciente con cáncer, seguido a los pocos días por Merrin Dungey como Claire Thorpe en un papel principal.
En noviembre de 2017, Jocko Sims fue elegido para un papel recurrente como el Dr. Ben Wilmot, un engreído doctor que se interesa por un paciente con la esperanza de resolver un misterio médico de una década de duración. El 18 de enero de 2018, se anuncia que se unen en papeles recurrentes Malcolm-Jamal Warner como AJ Marino, un nuevo cirujano cardio-torácico en el hospital, y Catherine Dyer como Alexis Stevens, una enfermera experimentada y jefa del cuerpo de enfermería.
El 18 de junio de 2018, se anunció que Warner y Glenn Morshower fueron promovidos como principales tras aparecer de forma recurrente la temporada 1. Al día siguiente, Jane Leeves se unió al elenco principal como la Dra. Kitt Voss, una cirujana ortopédica y mentora de los residentes, mientras que Atias, Dungey y Kanakaredes no regresarían. El 16 de julio de 2018, se anunció que Jenna Dewan aparecería en un papel recurrente. El mes siguiente, Daniella Alonso también había sido elegida para un papel recurrente.
El 15 de octubre de 2020, Conrad Ricamora fue elegido para un papel recurrente para la cuarta temporada. El 18 de diciembre de 2020, Jessica Lucas se unió al elenco como recurrente para la cuarta temporada. El 21 de abril de 2021, se anunció que Shaunette Renée Wilson dejaría la serie al final de la cuarta temporada. Le siguió Emily VanCamp, cuyo personaje fue eliminado de la serie en el tercer episodio de la quinta temporada.
El 4 de junio de 2021, Anuja Joshi fue promovida al elenco principal para la quinta temporada. El 24 de agosto de 2021, Stephen Wallem se unió al elenco recurrente para la quinta temporada. El 15 de septiembre de 2021, Miles Fowler se unió al elenco principal para la quinta temporada. El 19 de octubre de 2021, se anunció que Kaley Ronayne se había unido al elenco en un papel recurrente. El 6 de abril de 2022, se anunció de que Fowler abandonaba la serie tras menos de una temporada. El 11 de julio de 2022, se anunció que Andrew McCarthy fue promovido al elenco principal para la sexta temporada, seguido de Ronayne el 14 de julio de 2022.

### Rodaje
El rodaje de la serie tiene lugar en Atlanta, Georgia. El exterior y algunas tomas interiores del High Museum of Art en el centro de Atlanta se usaron como el trasfondo para el ficticio Chastain Park Memorial Hospital. Algunas filmaciones también tuvieron lugar en Conyers, Georgia, en un set de producción previamente utilizado para Sleepy Hollow. La filmación del piloto tuvo lugar entre el 20 de marzo y el 5 de abril de 2017.
La filmación de la segunda temporada comenzó en julio de 2018. El 14 de marzo de 2020, se cerró la producción de la tercera temporada debido a la pandemia de COVID-19.

### Marketing
El tráiler fue lanzado el 15 de mayo de 2017. En ese mismo mes, el episodio piloto fue proyectado en el LA Screenings 2017.

## Lanzamiento

### Transmisión
En los Estados Unidos, los nuevos episodios son transmitidos por Fox. A nivel internacional, la serie se muestra en Seven Network en Australia y City en Canadá. En América Latina, la serie es transmitida FOX. Los episodios se pueden ver al día siguiente en el sitio web de la cadena. Actualmente, Hulu posee los derechos de SVOD de la serie, y episodios individuales, o la temporada en general, están disponibles para su compra en Amazon e iTunes. El DVD de la primera temporada se puso a disposición para su pre-pedido en junio de 2018 a través de Amazon. A la fecha, en Latinoamérica la plataforma de streaming Star+, transmite las 6 temporadas.

### Lanzamiento en DVD
| Temporada | Temporada | Episodios | Lanzamiento en DVD   | Lanzamiento en DVD | Lanzamiento en DVD | Lanzamiento en DVD | Lanzamiento en Blu-ray | Lanzamiento en Blu-ray | Lanzamiento en Blu-ray | Lanzamiento en Blu-ray |
| Temporada | Temporada | Episodios | Región 1             | Región 2           | Región 4           | Discos             | Región A/1             | Región B/2             | Región C/3             | Discos                 |
| --------- | --------- | --------- | -------------------- | ------------------ | ------------------ | ------------------ | ---------------------- | ---------------------- | ---------------------- | ---------------------- |
|           | 1         | 14        | 2 de octubre de 2018 | TBA                | TBA                | TBA                | TBA                    | TBA                    | TBA                    | TBA                    |

## Recepción

### Críticas
En Rotten Tomatoes se informó una calificación de aprobación del 61 % con base en 18 reseñas, con un promedio de 4.89/10. El consenso crítico del sitio web dice: "Con diversión esporádica y un puñado de actuaciones decentes, The Resident oscila entre el melodrama médico y el horror hospitalario con resultados a menudo graciosamente involuntarios". En Metacritic, se le asignó un puntaje promedio sobre la base de 54 de 100, basado en 12 reseñas, lo que indica "reseñas mixtas".

### Audiencias
| Temporada | Horario (ET)      | Episodios | Primera emisión          | Primera emisión      | Última emisión      | Última emisión       | Ranking | Prom. de espectadores (millones) | Adultos de 18–49 años (promedio) |
| Temporada | Horario (ET)      | Episodios | Fecha                    | Audiencia (millones) | Fecha               | Audiencia (millones) | Ranking | Prom. de espectadores (millones) | Adultos de 18–49 años (promedio) |
| --------- | ----------------- | --------- | ------------------------ | -------------------- | ------------------- | -------------------- | ------- | -------------------------------- | -------------------------------- |
| 1         | Lunes 9:00 p. m.  | 14        | 21 de enero de 2018      | 4.82                 | 14 de mayo de 2018  | 3.92                 | 59      | 7.03                             | 1.7                              |
| 2         | Lunes 8:00 p. m.  | 23        | 24 de septiembre de 2018 | 4.88                 | 6 de mayo de 2019   | 5.01                 | 50      | 7.63                             | 1.5                              |
| 3         | Martes 8:00 p. m. | 20        | 24 de septiembre de 2019 | 4.05                 | 7 de abril de 2020  | 5.09                 | 56      | 6.70                             | 1.3                              |
| 4         | Martes 8:00 p. m. | 14        | 12 de enero de 2021      | 3,92                 | 18 de mayo de 2021  | 3,05                 | 48      | 5,64                             | 1,0                              |
| 5         | Martes 8:00 p. m. | 23        | 21 de septiembre de 2021 | 3.03                 | 17 de mayo de 2022  | 2.90                 | 49      | 4.93                             | 0.7                              |
| 6         | Martes 8:00 p. m. | 13        | 20 de septiembre de 2022 | 2.71                 | 17 de enero de 2023 | 2.98                 | 51      | 4.40                             | 0.5                              |

### Reconocimientos
| Año  | Premiación         | Categoría               | Nominado(s)  | Resultado | Ref    |
| ---- | ------------------ | ----------------------- | ------------ | --------- | ------ |
| 2018 | Teen Choice Awards | Choice Breakout TV Show | The Resident | Nominado  | [ 84 ] |